# 马尔科·丘迪内利
马尔科·丘迪内利（德語：Marco Chiudinelli，1981年9月10日—），瑞士職業網球運動員。他在2000年轉職業，他曾經2005-2007年代表瑞士參加台維斯盃，他在大滿貫最好的成績，曾在2006年與2009年的美網打入第三輪。
他與費德勒是從小到大的好朋友。
目前他的世界排名為179（2014年6月9日）。
丘迪内利在2017年瑞士室內網球賽後退役。

## 職業生涯
在2006年美網，由外圍賽打入會內賽，他在第二輪以3-6, 6-3, 4-6, 6-4, 6-3擊敗洛佩斯，在第三輪以7-62, 6-3, 2-6, 7-62不敵加斯凯。
在2009年美網，同樣由外圍賽打入會內賽，止步於第三輪，第一輪以7-63, 7-62, 6-0擊敗斯塔拉切，第二輪以2-6, 7-64, 6-4, 6-3擊敗尤日尼，第三輪以6-4, 7-5, 7-5直落三盤敗於第八種子達維登科。
泰國公開賽，丘迪内利由會外賽出線，第一輪擊敗德國球員梅爾，第二輪更以6-3, 7-64直落二盤擊敗前世界第一薩芬，但止步於第三輪，他遭到法國好手特松加以三盤比分淘汰出局。
丘迪内利返鄉參加巴塞爾大衛杜夫瑞士室內賽，第一輪以7-66, 3-6, 7-5三盤比分擊敗第8種子科爾施賴伯，第二輪以2-6, 6-3, 6-3三盤比分擊敗同胞好手Lammer，八強以6-1, 6-3直落二盤擊敗加斯凯而復仇成功，雖然在四強不敵童年好友兼世界第一費德勒，但他的世界排名創下新高為55。
在2010年澳網，丘迪内利打進第二輪，取得澳網首勝，仍不敵第3種子喬科維奇，但他的世界排名創下新高為53。
在2010年法網，丘迪内利打進第二輪，取得法網首勝，仍不敵美國球員伊斯內爾。

## 生涯統計

### 男雙冠軍 (1)
| 賽事系列                           |
| ATP國際巡迴賽 / 世界巡迴賽 250 (1) |

| 次數 | 日期         | ATP男雙賽事      | 場地 | 搭擋           | 決賽對手                        | 比分     |
| 1.   | 2009年8月2日 | 瑞士公開賽, 瑞士 | 紅土 | Michael Lammer | Jaroslav Levinský Filip Polášek | 7-5, 6-3 |

## 戰績表
| 大滿貫賽事       | 勝-負 | 2003 | 2004 | 2005 | 2006 | 2007 | 2008 | 2009 | 2010 |
| ---------------- | ----- | ---- | ---- | ---- | ---- | ---- | ---- | ---- | ---- |
| 澳洲網球公開賽   | 0–1   | -    | -    | -    | -    | 1R   | -    | -    | 2R   |
| 法國網球公開賽   | 0–0   | -    | -    | -    | -    | -    | -    | -    | 2R   |
| 溫布頓網球錦標賽 | 0–0   | -    | -    | -    | -    | -    | -    | -    | -    |
| 美國網球公開賽   | 4–2   | -    | -    | -    | 3R   | -    | -    | 3R   | -    |
| 大滿貫 勝-負     | 4-3   | 0–0  | 0–0  | 0–0  | 2–1  | 0–1  | 0–0  | 2–1  | 2–2  |
| 總場地 勝-負     | 14–20 | 0–1  | 4–7  | 2–3  | 4–2  | 2–3  | 4–2  |      |      |

## 外部連結
- 马尔科·丘迪内利（英文/西班牙文）的官方資料
- 马尔科·丘迪内利的國際網球總會 職業／青少年 官方資料（英文）
- 马尔科·丘迪内利的官方資料（英文）